# Erik Häggström (ingenjör)
Erik Johannes Häggström, född 14 augusti 1897 i Malmö, död 10 januari 1986 i Göteborg, var en svensk företagsledare.
Efter praktik i USA och studier i Sverige utomlands blev Erik Häggström civilingenjör 1919, var 1920–1925 anställd vid olika varv i Sverige och USA, blev 1925 ritkontorschef vid Eriksbergs Mekaniska Verkstad, och 1948 bolagets verkställande direktör. Han var ledamot av styrelsen för Sveriges varvsindustriförening från 1948. Häggström var en framstående expert på kylanordningar i fartyg.